# 筑穂町
筑穂町（ちくほまち）は、福岡県のほぼ中心部、筑豊地方南部に位置していた町である。
1997年、国土地理院の発表により福岡県の重心地（北緯33度31分21秒　東経130度40分5秒）が町内にあることが分かり、福岡県のへそにちなんだ「これが筑穂へそ音頭」とその踊りを作って町おこしを展開していた。
2006年3月26日、飯塚市・頴田町・穂波町・庄内町と対等合併し、新市制による飯塚市となったため消滅した。

## 地理

### 隣接していた市町村
- 飯塚市
- 筑紫野市
- 朝倉郡：筑前町
- 糟屋郡：篠栗町・須恵町
- 嘉穂郡：嘉穂町・桂川町・穂波町

## 歴史
江戸時代は現在の町域を長崎街道が貫いており、現在の内野地区にあたる地区は筑前六宿のひとつ、内野宿という宿場町として栄えた。
近代に入り、日鉄嘉穂炭坑をはじめとする石炭産業で栄えたが、エネルギー革命により衰退した。

### 近現代
- 1955年3月31日 - 上穂波村・内野村・大分村の一部が対等合併し、筑穂町が発足。
- 2006年3月26日 - 飯塚市・頴田町・穂波町・庄内町と対等合併し、飯塚市を新設して消滅。

## 教育

### 小学校
町立
- 大分小学校
- 上穂波小学校
- 内野小学校

### 中学校
町立
- 筑穂中学校

## 交通

### 鉄道路線
九州旅客鉄道（JR九州）
- 篠栗線（福北ゆたか線）：筑前大分駅 - 九郎原駅
- 筑豊本線（原田線）：上穂波駅 - 筑前内野駅

### バス路線

#### 路線バス
- 西鉄バス筑豊（合併当時。それ以前の運行は西日本鉄道及び嘉穂交通）
  - 飯塚 - （北古賀経由） - 大分坑

（合併以前に廃止）
- 西日本鉄道
  - 特急：飯塚 - 出雲※ - 阿恵※ - JR内野駅※ - 西鉄久留米 - 信愛女学院（※印は町内停車）
- 嘉穂交通（西日本鉄道の子会社。以下、元は西日本鉄道による運行）
  - 飯塚 - （出雲経由） - 大分坑
  - 飯塚 - （北古賀経由） - 三郡登山口（山口茜スキー場口）
  - 飯塚 - （高田経由） - 大分坑
  - 飯塚 - （出雲経由） - 君ケ畑
  - 飯塚 - （出雲経由） - 桑曲
  - 桑曲 - 上穂波駅 - 大分坑
  - 君ケ畑 - 上穂波駅 - 大分坑

#### コミュニティバス
- 町民ふれあいバス（町内全域・嘉穂交通が町より委託運行）

### 道路

#### 一般道路
- 国道200号

#### 有料道路
- 冷水道路（国道200号）
- 八木山バイパス（国道201号）

#### 県道（主要地方道）
- 福岡県道60号飯塚大野城線
- 福岡県道65号筑紫野筑穂線
- 福岡県道90号穂波嘉穂線

## 名所・旧跡・観光スポット・祭事・催事
- 内野宿
- 大分八幡宮
- 大分廃寺塔跡

## 歴代町長
- 古江　輝夫
- 芳野　兆　　　　　　　　　　　　　　　  ～昭和61年（1986年）11月8日
- 永芳　達夫　昭和61年（1986年）11月9日～平成18年（2006年）11月8日